# 10 prairial
10 floréal 10 messidor
Le décadi 10 prairial, officiellement dénommé jour de la faulx, est le 250e jour de l'année du calendrier républicain.
C'était généralement le 29e jour du mois de mai dans le calendrier grégorien.

## Naissances
- An VIII : 30 mai 1800
  - Naissance de Godefroy Cavaignac, activiste républicain

- An XIII : 30 mai 1805
  - Naissance de François Périnet, inventeur des pistons système Périnet